# Bernardino India

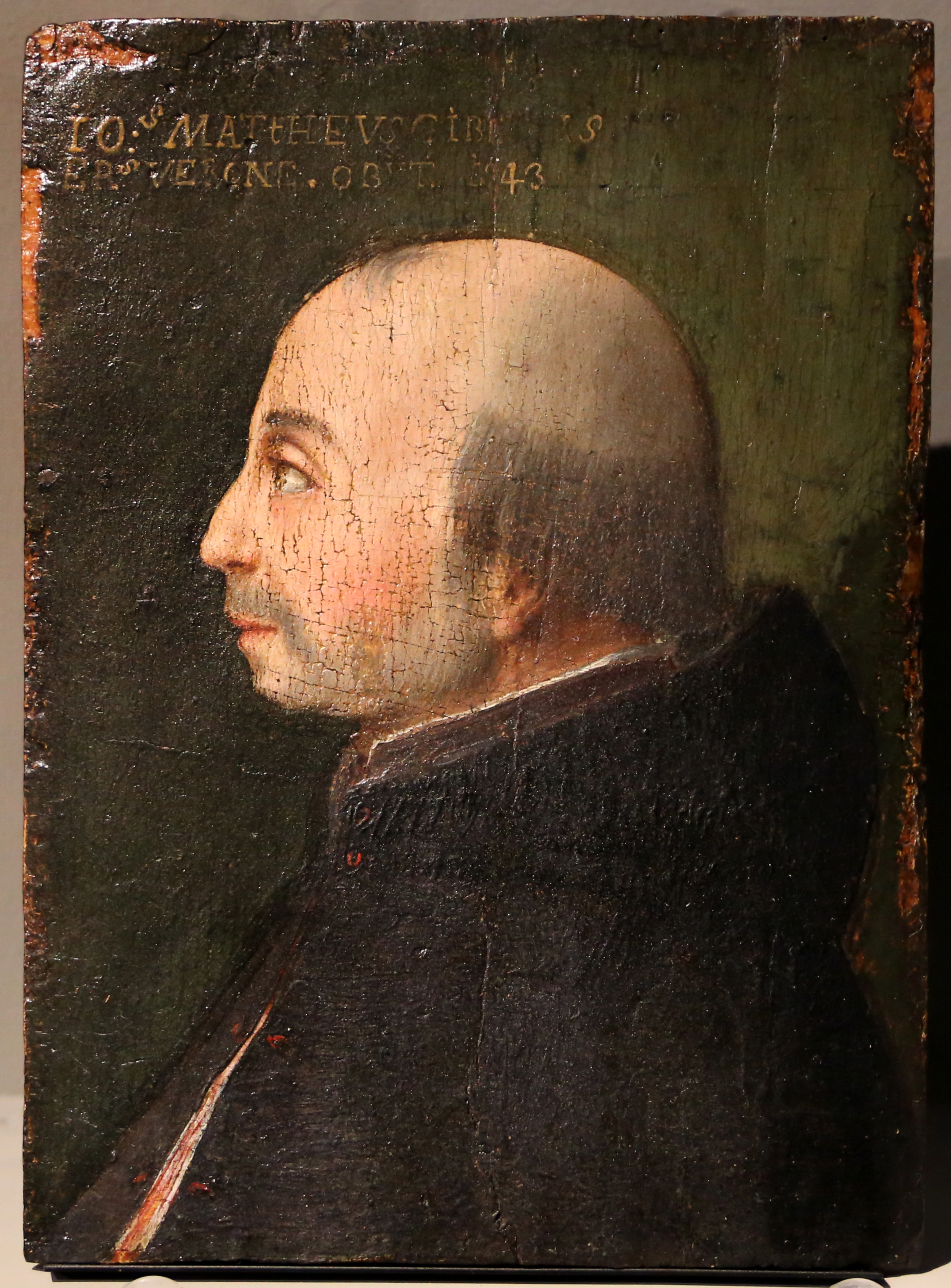
Retrato del obispo Giovanni Matteo Ghiberti, Museo de Castelvecchio. Existe otra versión de la obra sin la inscripción que lo identifica en el Museo del Prado.

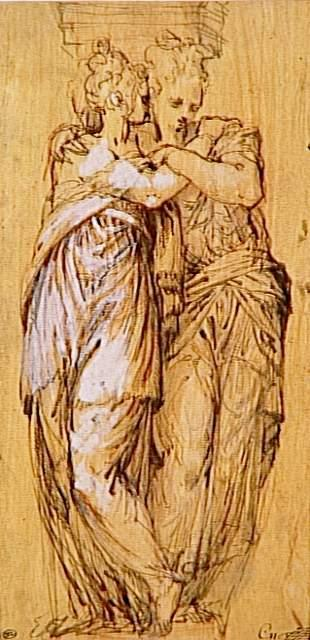
Cariátides abrazadas, dibujo conservado en el Museo del Louvre.

Bernardino India (Verona, 1528-Verona, 1590) fue un pintor manierista italiano. A veces es llamado India el Viejo (India il Vecchio) para distinguirlo de su sobrino Tullio India.

## Biografía
Nacido en Verona, a la muerte de su padre en 1545 pasó a vivir con sus abuelos maternos, de quienes adoptó el apellido India. Comenzó su aprendizaje artístico en el taller de Giovanni Francesco Caroto, artista de corte inmovilista. A pesar de ello, Bernardino pronto se mostró receptivo a las innovaciones que el manierismo propugnaba. Más tarde fue ayudante de Domenico Brusasorci, pero su estilo fue influido fuertemente por el de artistas como Parmigianino, Francesco Primaticcio o Giulio Romano.
Sus primeros trabajos notables fueron como decorador en diversos edificios proyectados por Palladio: el Palazzo Thiene de Vicenza, y la Villa Poiana en Poiana Maggiore, cerca de Vicenza. De tema fantástico y mitológico, estas obras revelan la fuerte influencia del Parmigianino.
En su fase madura, India parece dedicarse con más intensidad a la pintura de caballete, facturando diversas palas de altar en las que se acerca al estilo más colorista del Veronés. Estas obras son un intento de fusión entre la monumentalidad heredada del ejemplo de Giulio Romano y el pictoricismo de la Escuela veneciana, no siempre logrado del todo. En sus postreras creaciones (Martirio de Santa Degnamerita), India consigue un buen dominio del uso de la luz.

## Bibliografía

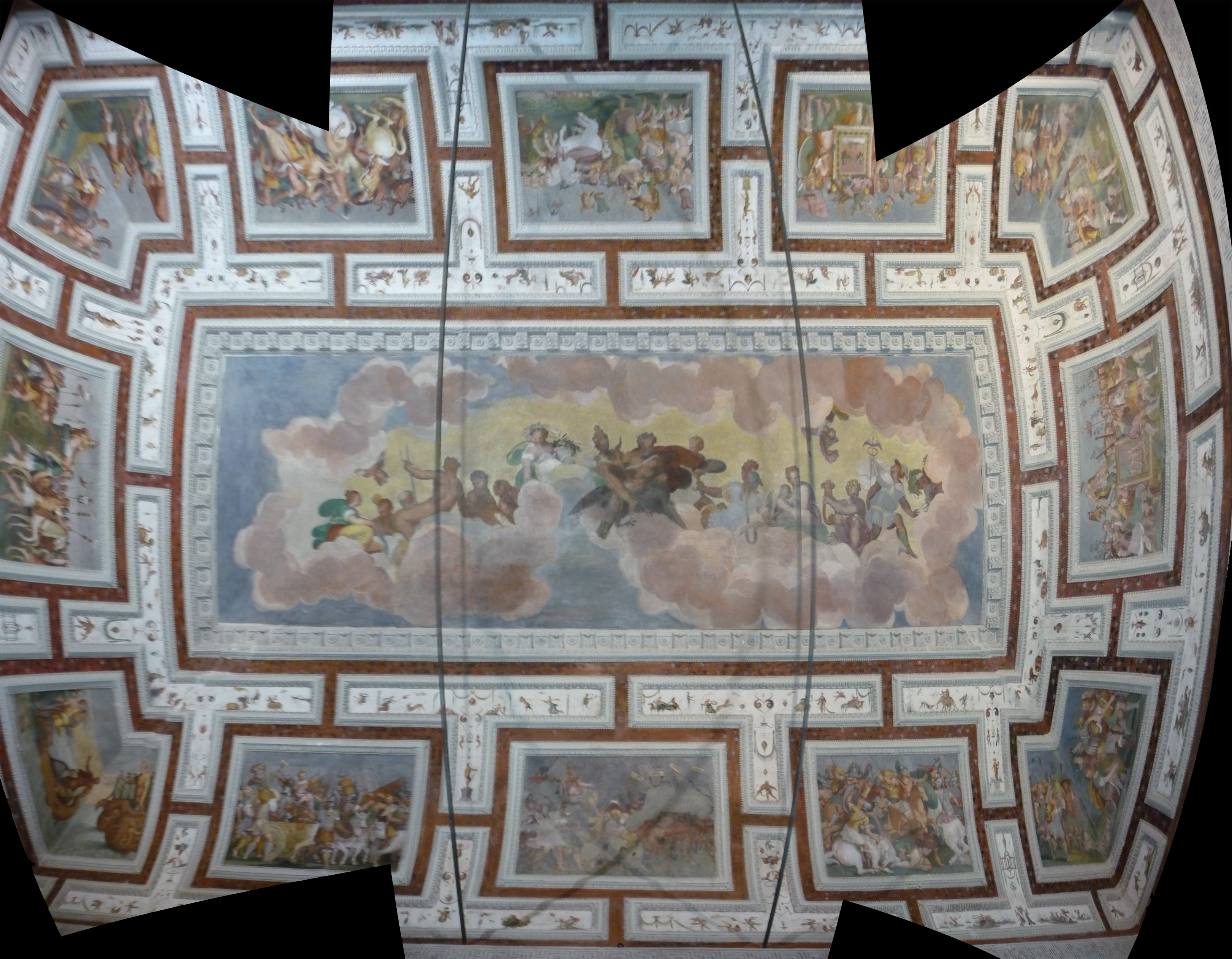
Frescos de Villa Poiana.

## Obras destacadas
- Frescos del Palazzo Thiene (1555-1556, Vicenza)
- Frescos de Villa Poiana (1560, Poiana Maiore)
- Frescos del Palazzo Canossa (c. 1565, Vicenza)
- Retrato de Giovanni Matteo Ghiberti, obispo de Verona, (Museo del Prado, Madrid)
- Retrato de Giovanni Matteo Ghiberti, obispo de Verona, (Museo de Castelvecchio, Verona)
- Natividad (1572, San Bernardino, Verona)
- Santa Justina ora ante la Batalla de Lepanto (c. 1575, Museo de Castelvecchio, Verona)
- Virgen con Santa Ana y ángeles (1579, San Bernardino, Verona)
- Conversión de San Pablo (1584, Santi Nazaro e Celso, Verona)
- Martirio de Santa Degnamerita (1590, Museo de Castelvecchio, Verona)